# (2998) Berendeya
(2998) Berendeya (1975 TR3; 1979 YJ4; 1981 EU21) ist ein ungefähr vier Kilometer großer Asteroid des inneren Hauptgürtels, der am 3. Oktober 1975 von der russischen (damals: Sowjetunion) Astronomin Ljudmila Iwanowna Tschernych am Krim-Observatorium (Zweigstelle Nautschnyj) auf der Halbinsel Krim (IAU-Code 095) entdeckt wurde. Er gehört zur Hertha-Familie, einer Gruppe von Asteroiden, die nach (135) Hertha benannt ist.

## Benennung
(2998) Berendeya wurde nach dem Land der Berendejer im Märchendrama Schneeflöckchen von Alexander Nikolajewitsch Ostrowski benannt.